# 副肯氏兽属
副肯氏獸（學名：Parakannemeyeria）是獸孔目二齒獸類的一屬，生存於(2.47到2.42億年前)的中國。

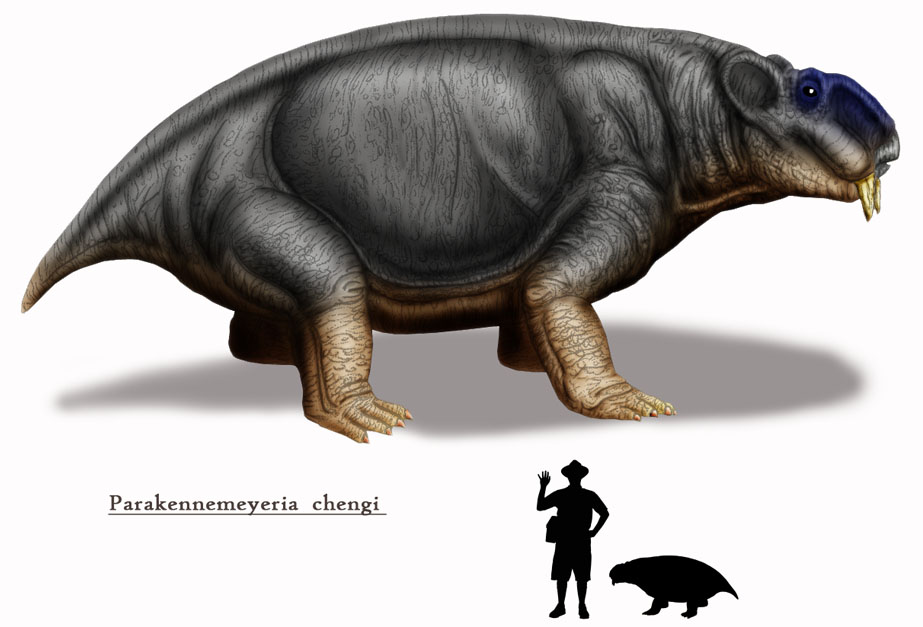
程氏副肯氏獸（P. chengi）重建與人的大小比較

## 外部連結
- 新疆的肯氏兽类新材料及短吻副肯氏兽的再研究[永久]
- 新疆吉木萨尔克拉玛依组副肯氏兽一新种 （页面存档备份，存于）